# Johannès Plantadis
Johannès Plantadis, né le 12 janvier 1864 à Tulle, mort le 23 février 1922 à Paris, est un archéologue, folkloriste, historien et journaliste français. Il est l'un des initiateurs de la renaissance culturelle et linguistique du Limousin.

## Biographie
Jean Frédéric (dit Johannès) Plantadis nait à Tulle dans une vieille famille corrézienne aux lointaines origines marchoises. Il est membre fondateur et majoral du Félibrige du Limousin (1918). Il anime la « Société des Limousins de Paris » et écrit dans des revues comme L'écho de La Corrèze ou La Ruche. Il devient également directeur de la revue Lemouzi. C'est dans cette revue, sous le pseudonyme de Jean Dutrech, qu'il se positionne en 1897 contre l'introduction de l'accordéon en terre corrézienne. Plantadis adresse à l'accordéon le reproche d'avoir « chassé en partie les bons instruments anciens ». La Corrèze deviendra néanmoins, au fil du temps, l'une des patries de l'accordéon.

## Publications
Johannès Plantadis est l'auteur d'un très grand nombre d'ouvrages et articles consacrés à l'histoire et aux traditions populaires du Limousin. 
- La Chanson populaire en Limousin, 1898.
- Les Noms révolutionnaires des communes du Limousin et des départements limitrophes, 1898.
- Mirabeau limousin, 1899.
- Antoine-Guillaume Delmas, premier général d'avant-garde de la République (1768 - 1813)", 1904.
- Chansons populaires du Limousin, en collaboration avec Léon Branchet, in Recueil de chants populaires de France, 1905, publié par la Schola Cantorum de Paris.
- L'Aubraille, publié dans Lemouzi, en 1907
- Tulle pendant l'année terrible (1870), 1909. Publié dans la revue Lemouzi.
- La vie d'un gentilhomme limousin à Saint-Domingue à la fin du XVIIIe siècle, 1912.
- Histoire de Tulle, des origines à nos jours, 1913, préface d'Edmond Perrier.
- Les Conventionnels Brival et Lanot, députés de la Corrèze, 1912 à 1919.
- Poésies populaires du Limousin, 1914 - 1921, publié dans Lemouzi, en collaboration avec Léon Branchet et Jean- Baptiste Chèze.